# Liste des religions et traditions spirituelles
Les sciences sociales estiment aujourd'hui que l'humanité a créé environ 10 000 religions sans prendre en compte les différents schismes. Différents universitaires ont présenté durant les deux derniers siècles des thèses sur la classification de ces religions.

## Classification d'Yves Lambert
Le sociologue des religions Yves Lambert, soutient la thèse que les religions peuvent être organisées en cinq super-groupes correspondant aux grandes évolutions de l'humanité : l'apparition de l'écriture, l'apparition de structures sociales plus complexes et l'apparition de l'universalisme. En mettant ceci en parallèle avec la définition des périodes axiales de Karl Jaspers, Lambert propose les regroupements et enchaînements suivants, :
- Les religions des chasseurs-cueilleurs' (peuples à tradition orale et sans l'État, comme les Évenks de Sibérie)
  - Période axiale correspondant, selon Jaspers : mésolithique (paléolithique supérieur).
- Les religions agro-pastorales orales (peuples à tradition orale et avec des structures sociales plus complexes comme les Dogons du Mali)
  - Période axiale correspondant, selon Jaspers : néolithique : débuts vers 10 000 ans av. J.-C. (Anatolie), large diffusion à partir de −5 000, voire 4000 av. J.-C.
- Les religions polythéistes antiques (sociétés à tradition écrite et dotées d'État comme le yahwisme, les religions antiques ou le védisme)
  - Période axiale correspondant, selon Jaspers : Royaumes antiques : débuts vers 3000 av. J.-C. (Mésopotamie, Égypte), puis cités-États, royaumes et empires antiques.
- Les religions de Salut universalistes (avec l'apparition de l’universalisme seraient arrivés le judaïsme, le christianisme, le zoroastrisme, le bouddhisme ou encore l'islam)
  - Période axiale correspondant, selon Jaspers : Formation des grands empires (IVe siècle - Ier siècle) puis des grandes aires civilisationnelles politico-religieuses.
- Les transformations des religions de Salut (nouvelles formes religieuses, systèmes séculiers avec par exemple le protestantisme)
  - Période axiale correspondant, selon Jaspers : Modernité, à partir du XVIe siècle en Occident.

Il existe d'autres classifications (voir Autres classifications existantes) mais la liste des religions ne changeant toutefois pas, nous retiendrons ici la présentation des religions d'Yves Lambert. Par ailleurs, certains mouvements religieux sont difficilement classables suivant les critères définis et sont donc ici regroupés dans une catégorie complémentaire.
Il est à noter qu'il existe des zones de recouvrement entre ces religions, ce qui implique qu'une religion peut avoir en certains aspects des caractéristiques communes à plusieurs groupes de religions.
La définition du terme religion n'étant actuellement pas tranchée par les spécialistes, sont présentés ci-dessous les religions, courants religieux, cultes et sectes.

## Les religions des chasseurs-cueilleurs

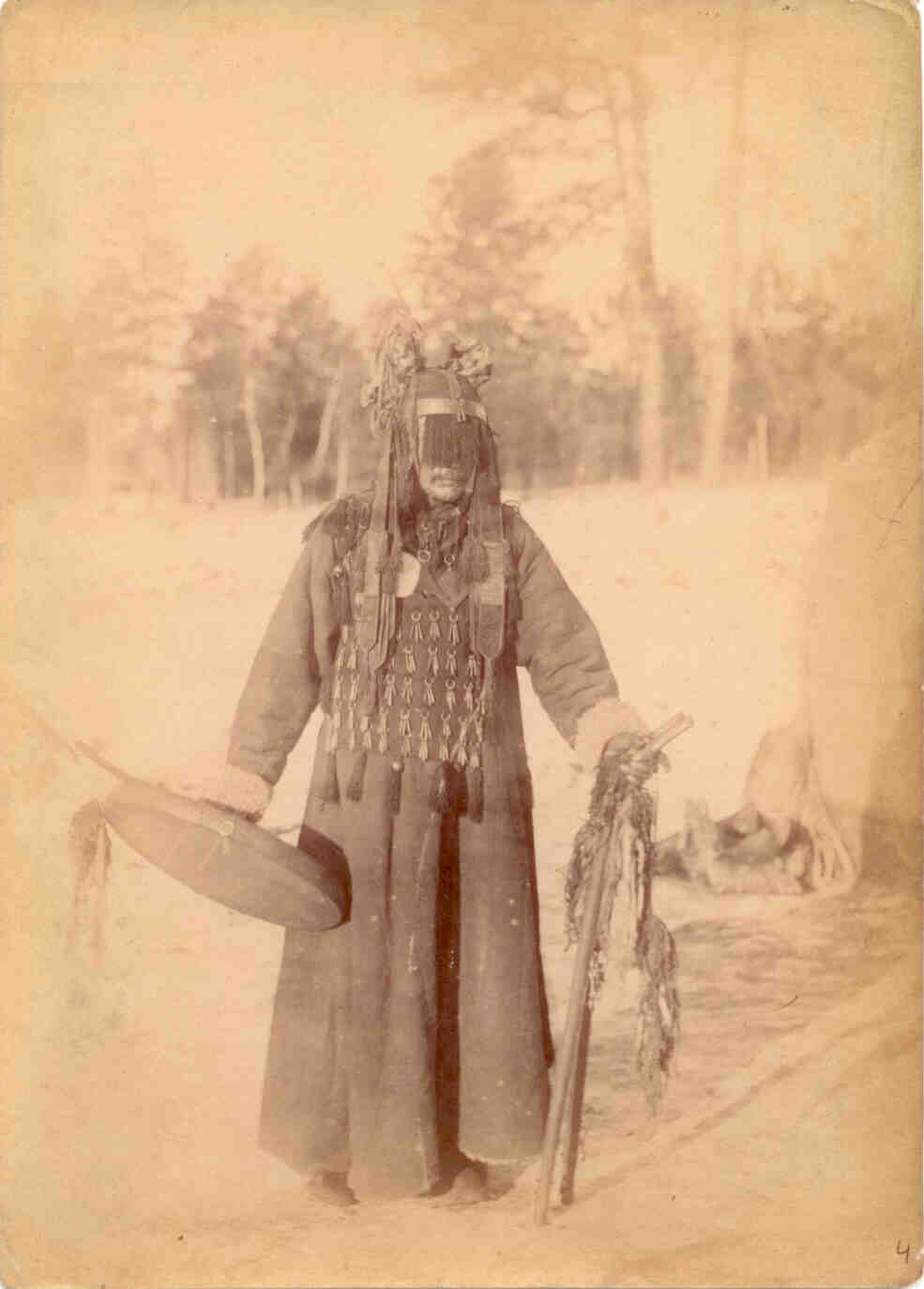
Un chaman toungouse, vers 1883.

Ces religions sont quasi exclusivement pratiquées par des peuples à la culture orale, ne disposant pas de structure étatique et subsistant à travers la chasse et la cueillette.
La plupart de ces religions sont apparues avant le IXe siècle av. J.-C. et ont évolué vers des religions agro-pastorales, même si certaines d'entre elles ont pu subsister jusqu'à nos jours (totémisme des Aborigènes d'Australie par exemple).
Ces religions se caractérisent notamment par une absence de divinité, un rôle primordial des âmes et la notion de malheur-contrepartie (plutôt que la notion de malheur-sanction que l'on retrouve notamment dans les religions abrahamiques).
L'animisme, tel que défini par Edward Burnett Tylor, s’intégrerait dans cette catégorie.
| Nom                                                            | Date d'apparition                                            | Date dernière pratique  | Région d'apparition                                              |
| -------------------------------------------------------------- | ------------------------------------------------------------ | ----------------------- | ---------------------------------------------------------------- |
| Religion traditionnelle des Aborigènes australiens (totémisme) | vers Le millénaire av. J.-C.                                 | culte toujours pratiqué | Australie                                                        |
| Religion nauruane                                              | inconnue                                                     | Quasiment disparu       | Pacifique                                                        |
| Chamanisme inuit                                               | entre VIIIe millénaire av. J.-C. et VIe millénaire av. J.-C. | culte toujours pratiqué | Régions arctiques de l'Amérique du Nord                          |
| Chamanisme amérindien                                          | vers XLe millénaire av. J.-C.                                | culte toujours pratiqué | Amérique du Nord                                                 |
| Religions iroquoïennes                                         | inconnue                                                     | culte toujours pratiqué | Amérique du Nord                                                 |
| Religions algonquiennes                                        | inconnue                                                     | culte toujours pratiqué | Amérique du Nord                                                 |
| Chamanisme des Yaguas                                          | inconnue                                                     | culte toujours pratiqué | Amazonie                                                         |
| Religion saami                                                 | IXe siècle av. J.-C.                                         | XVIIIe siècle           | Europe                                                           |
| Tengrisme                                                      | IIIe millénaire av. J.-C.                                    | culte toujours pratiqué | Asie centrale, Extrême orient, Sibérie, Turquie[réf. nécessaire] |
| Chamanisme chinois                                             | inconnue                                                     | culte toujours pratiqué | Asie de l'Est                                                    |
| Shintoïsme                                                     | VIIIe siècle                                                 | culte toujours pratiqué | Japon                                                            |
| Caodaïsme                                                      | XXe siècle                                                   | culte toujours pratiqué | Vietnam                                                          |
| Chamanisme des Évenks                                          | inconnue                                                     | culte toujours pratiqué | Sibérie, Chine, Mongolie                                         |
| Chamanisme coréen                                              | Préhistoire                                                  | culte toujours pratiqué | Corée, Chine                                                     |

## Les religions agro-pastorales orales

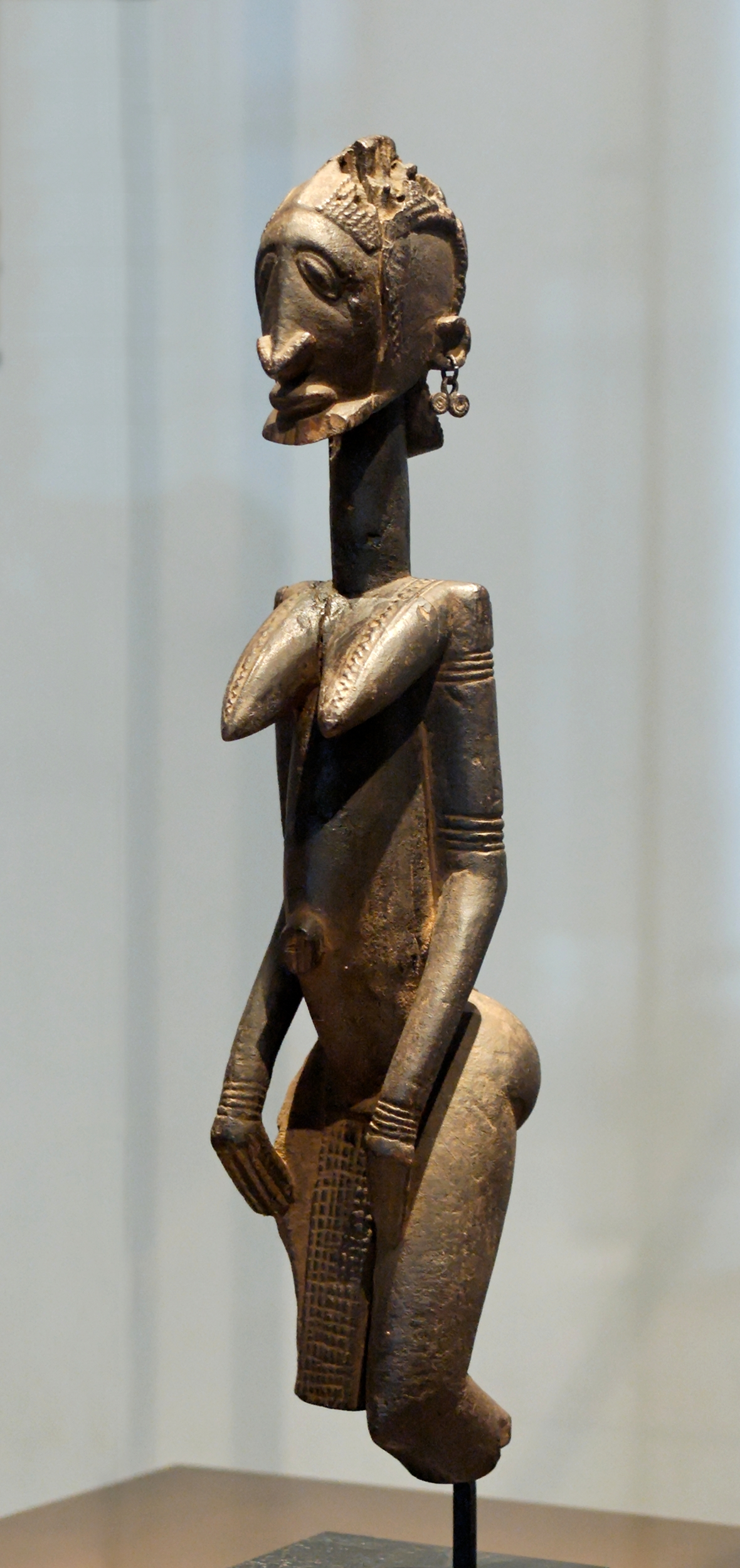
Religion Dogon : Représentation anthropomorphique, probablement une figure d'ancêtre. Bois, Mali,.

Ces religions sont quasi exclusivement pratiquées par des peuples à la culture orale mais disposant de structures sociales plus complexes que celles des chasseurs-cueilleurs, notamment avec une hiérarchie plus marquée.
La plupart de ces religions ont été pratiquées entre le IXe millénaire av. J.-C. et le XXXVe siècle. Toutefois, certaines ont pu émerger beaucoup plus tardivement et peuvent continuer à être pratiquées (religion des Dogons par exemple).
Ces religions se caractérisent par l'émergence de notions comme les ancêtres, les dieux, la prière, les sacrifices ou les maux-sanctions mais sont toutefois assez similaires aux religions des chasseurs-cueilleurs sur un certain nombre d'aspects.
Ces religions ont fait place, pour la majeure partie d'entre elles, aux religions polythéistes antiques lors du tournant axial polythéiste mais certaines ont perduré, notamment en Afrique subsaharienne, faisant parfois œuvre de syncrétisme comme le vaudou, apparu au XVIe siècle
| Nom de la croyance                    | Date d'apparition | Date dernière pratique         | Région d'apparition   |
| ------------------------------------- | ----------------- | ------------------------------ | --------------------- |
| Religion des Rapa Nui                 | inconnue          | XIXe siècle                    | Pacifique             |
| Religion polynésienne                 | inconnue          | inconnue                       | Pacifique             |
| Religion mélanésienne                 | inconnue          | inconnue                       | Pacifique             |
| Religion micronésienne                | inconnue          | inconnue                       | Pacifique             |
| Religion des Celtes                   | inconnue          | Entre Ier siècle et IIe siècle | Europe                |
| Religion minoenne                     | 2700 av. J.-C.    | 1700 av. J.-C.                 | Europe                |
| Religion des Guanches                 | inconnue          | inconnue                       | Afrique               |
| Croyances berbères (religion libyque) | inconnue          | vers VIIIe siècle              | Afrique (Maghreb)     |
| Religion des Dogons                   | vers XIVe siècle  | culte toujours pratiqué        | Afrique subsaharienne |
| Vaudoo                                | vers XVIIe siècle | culte toujours pratiqué        | Afrique subsaharienne |
| Religion yoruba                       | inconnue          | culte toujours pratiqué        | Afrique subsaharienne |
| Religion sérère                       | inconnue          | culte toujours pratiqué        | Afrique subsaharienne |
| Culte des orishas                     | inconnue          | culte toujours pratiqué        | Afrique occidentale   |
| Culte des Ewes                        | inconnue          | culte toujours pratiqué        | Afrique occidentale   |
| Religion malgache                     | inconnue          | culte toujours pratiqué        | Madagascar            |

## Les religions polythéistes antiques

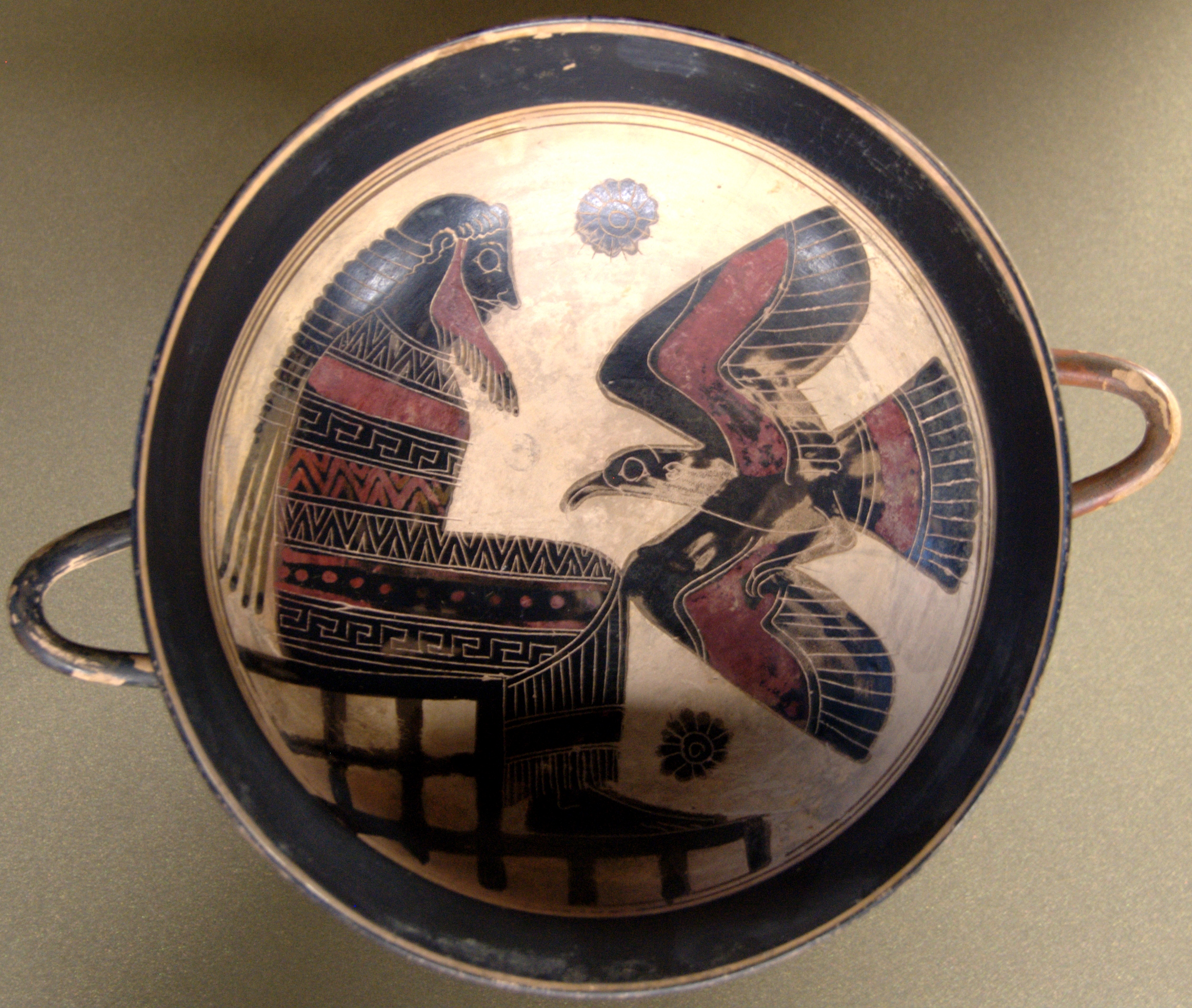
L'une des premières représentations de Zeus trônant, coupe laconienne du Peintre de Naucratis, v. -560, musée du Louvre (E 668)

Ces religions sont pratiquées par des populations disposant de l'écriture et d'une structure étatique. En revanche, elles n'intègrent pas la notion d'universalisme qui arrivera avec les religions du Salut.
Ces religions étaient pratiquées entre 3500 av. J.-C. et le Ve siècle av. J.-C., bien que certaines puissent l'être encore de nos jours, comme le jaïnisme.
D'autres comme les religions mésoaméricaines furent pratiquées bien plus tard, durant la première moitié du second millénaire de notre ère.
Les premiers écrits religieux, retrouvés en Mésopotamie, datent de 2700 av. J.-C.. La première liste de divinités date quant à elle de 2600 av. J.-C., toujours en Mésopotamie.
Ces religions antiques sont pour certaines polythéistes, d'autres non, mais en aucun cas monothéistes, exception faite du culte d'Aton en Égypte.
| Nom                                    | Date d'apparition                 | Date disparition                | Région d'apparition   |
| -------------------------------------- | --------------------------------- | ------------------------------- | --------------------- |
| Religion purépecha (ou tarasque)       | XVe siècle                        | XVIe siècle                     | Amérique du Nord      |
| Religion olmèque                       | vers XIIe siècle av. J.-C.        | IVe siècle av. J.-C.            | Amérique du Nord      |
| Religion aztèque                       | XIIIe siècle                      | XVIe siècle                     | Amérique centrale     |
| Religion maya                          | vers 2600 av. J.-C.               | XVIe siècle                     | Amérique centrale     |
| Religions du Pérou précolombien        | XIIIe siècle                      | XVIe siècle                     | Amérique du Sud       |
| Religion des basques                   | Paléolithique                     | inconnue                        | Europe                |
| Religion nordique ancienne (forn siðr) | vers IIe millénaire av. J.-C.     | entre VIIIe siècle et Xe siècle | Europe                |
| Religion de la Rome antique            | VIIIe siècle av. J.-C.            | IVe siècle                      | Europe                |
| Religion des Slaves                    | inconnue                          | XIIe siècle                     | Europe                |
| Religion proto-magyare                 | inconnue                          | XIe siècle                      | Europe                |
| Mythologie étrusque                    | vers Ier millénaire av. J.-C.     | Ier siècle                      | Europe                |
| Culte de Sol Invictus                  | IIIe siècle                       | IVe siècle                      | Europe                |
| Religion grecque antique               | vers VIIIe siècle av. J.-C.       | Premiers siècles après J.-C.    | Europe                |
| Mystères d'Éleusis                     | vers Ier millénaire av. J.-C.     | Premiers siècles après J.-C.    | Europe                |
| Religion de l'Égypte antique           | IVe millénaire av. J.-C.          | IVe siècle                      | Égypte                |
| Religion des Philistins,               | vers XIIe siècle                  | inconnue                        | Proche-Orient         |
| Yahwisme                               | entre XIIIe siècle et XIIe siècle | Ve siècle                       | Proche-Orient         |
| Religion cananéenne                    | IIIe millénaire av. J.-C.         | Ier millénaire av. J.-C.        | Proche-Orient         |
| Religion ougaritique                   | XIVe siècle                       | XIIIe siècle                    | Moyen-Orient          |
| Religion élamite                       | XXIIIe siècle                     | IIIe millénaire av. J.-C.       | Moyen-Orient          |
| Mazdéisme                              | entre Xe siècle et VIIe siècle    | VIIe siècle                     | Moyen-Orient          |
| Religion mésopotamienne                | XXIe siècle                       | Premiers siècles après J.-C.    | Moyen-Orient          |
| Religion pré-islamique en Arabie       | inconnue                          | VIIe siècle                     | Moyen-Orient          |
| Religion sumérienne                    | inconnue                          | IIe millénaire av. J.-C.        | Moyen-Orient          |
| Védisme                                | IIe millénaire av. J.-C.          | IXe siècle                      | Sous-continent indien |
| Brahmanisme                            | VIe siècle                        | Ve siècle                       | Sous-continent indien |
| Gréco-bouddhisme                       | IVe siècle                        | Ve siècle                       | Asie centrale         |
| Bön                                    | inconnue                          | culte toujours pratiqué         | Tibet                 |
| Religion des Daces                     |                                   |                                 |                       |
| Culte de Zalmoxis                      | Ve siècle                         | inconnue                        | Roumanie              |
| Religion hittite                       | IIe millénaire av. J.-C.          | IIe millénaire av. J.-C.        | Proche-Orient         |

Dans la religion mésopotamienne, on notera quelques événements religieux importants comme le culte impérial d'Akkad au XXIIe siècle et le culte de Marduk VIe siècle
Dans la religion égyptienne, on notera quelques dates importantes comme le culte d'Amon-Rê au XXVIe siècle, et le culte monothéiste d'Aton en 1364 - 1347 av. J.-C.
Ces religions ont donné lieu à certains syncrétismes comme le mazdakisme, syncrétisme du  mazdéisme et du manichéisme.

## Les religions du salutuniversalistes

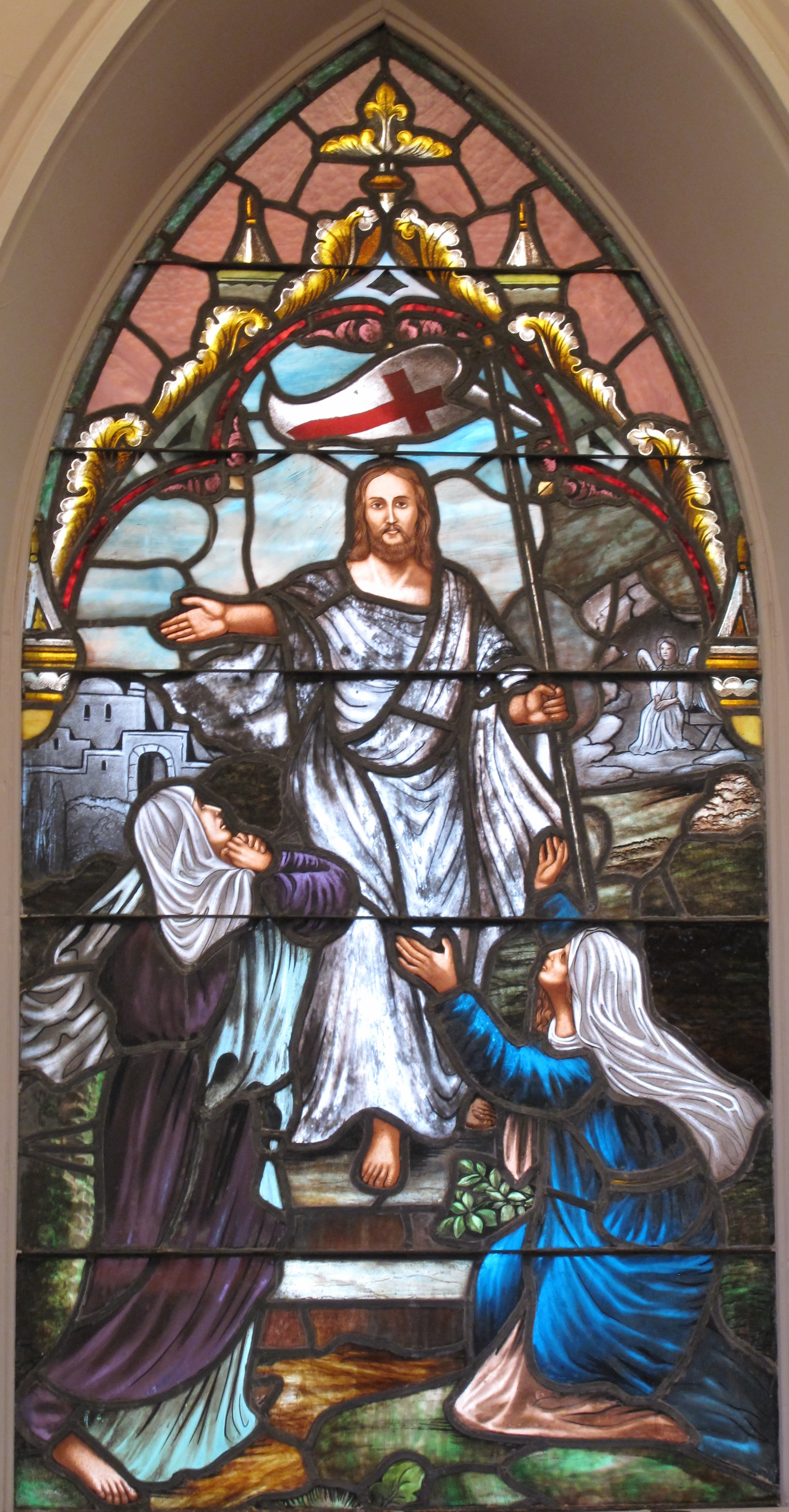
La Résurrection de Jésus - Vitrail

Ces religions sont définies par une culture écrite, associée à l'existence d'États, et par une dimension universaliste.
Elles sont apparues pendant la période axiale universaliste et sont pour certaines monothéistes.
Cette période axiale universaliste marque aussi l'arrivée des religions karmiques.
| Nom                            | Date d'apparition                | Date dernière pratique  | Région d'apparition   |
| ------------------------------ | -------------------------------- | ----------------------- | --------------------- |
| Jaïnisme                       | vers Xe siècle                   | culte toujours pratiqué | Sous-continent indien |
| Hindouisme                     | Ve siècle                        | culte toujours pratiqué | Sous-continent indien |
| Bouddhisme                     | VIIe siècle                      | culte toujours pratiqué | Sous-continent indien |
| Zoroastrisme                   | vers VIIe siècle                 | culte toujours pratiqué | Moyen-Orient          |
| Taoïsme                        | VIIe siècle                      | culte toujours pratiqué | Chine                 |
| Judaïsme                       | ~ VIe siècle                     | culte toujours pratiqué | Proche-Orient         |
| Confucianisme                  | VIe siècle                       | culte toujours pratiqué | Asie de l'Est         |
| Mithraïsme[réf. nécessaire]    | IIe siècle (plus ancien en Iran) | VIe siècle              | Iran, Europe          |
| Christianisme[réf. nécessaire] | Ier siècle                       | culte toujours pratiqué | Proche-Orient         |
| Mandéisme                      | IIe siècle                       | pratiqué                | Moyen-Orient          |
| Manichéisme                    | IIIe siècle                      | XVIIe siècle            | Moyen-Orient          |
| Elkasaïsme                     | IIe siècle                       | Xe siècle               | Proche-Orient         |
| Islam[réf. nécessaire]         | VIIe siècle                      | culte toujours pratiqué | Péninsule arabique    |
| Bahaïsme                       | XIXe siècle                      | culte toujours pratiqué | Moyen-Orient          |

## Les transformations des religions du Salut
Ces religions ne sont que des prolongements des religions du Salut. Les tableaux ci-dessous présentent ces transformations.

### Religions et courants religieux issus du bouddhisme

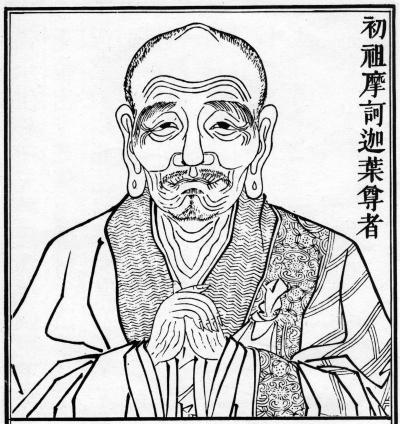
Mahakashyapa, président du premier concile bouddhique selon la tradition - xylographie chinoise

Bien que les spécialistes ne s'accordent pas sur le fait que le bouddhisme soit ou non une religion, ce dernier a vu se développer différents mouvements religieux et/ou philosophiques en son sein.
Le bouddhisme se compose de trois branches principales :
| Nom                  | Nature                                 | Date d'apparition | Région d'apparition |
| -------------------- | -------------------------------------- | ----------------- | ------------------- |
| Bouddhisme hīnayāna  | L’une des trois branches du bouddhisme | IIIe siècle       |                     |
| Bouddhisme mahāyāna  | L’une des trois branches du bouddhisme | Ier siècle        | Inde du nord        |
| Bouddhisme vajrayāna | L’une des trois branches du bouddhisme | IVe siècle        | Inde                |

#### Courants du bouddhisme theravāda
Le bouddhisme theravāda est la seule branche survivante issue des branches indiennes du bouddhisme ancien; à ce titre, il se veut aussi le représentant (mais c'est là un point sujet à débat) du bouddhisme des origines (le bouddhisme pré-sectaire), antérieur aux diverses divisions qui suivront.
| Nom            | Origine / rattachement          | Date d'apparition | Région d'apparition |
| -------------- | ------------------------------- | ----------------- | ------------------- |
| sthaviravādins | Issu du bouddhisme pré-sectaire | IVe siècle        | Inde                |
| Mahasanghika   | Issu du bouddhisme pré-sectaire | IVe siècle        | Inde                |
| Ekavyāvahārika | Issu du Mahasamghika            | inconnue          | Inde                |
| Bahuśrutīya    | Issu du Mahasamghika            | inconnue          | Inde                |
| Prajñaptivāda  | Issu du Mahasamghika            | IIIe siècle       | Inde                |
| Caitika        | Issu du Mahasamghika            | IIe siècle        | Inde                |
| Sthaviravāda   | Issu du bouddhisme pré-sectaire | IVe siècle        | Inde                |
| Mahīśāsaka     | Issu du bouddhisme pré-sectaire | IIe siècle        | Inde                |
| Dharmaguptaka  | Issu du bouddhisme pré-sectaire | Ier siècle        | Inde                |
| Kāśyapīya      | Issu du bouddhisme pré-sectaire | IIe siècle        | Inde                |
| Sarvāstivāda   | Issu du bouddhisme pré-sectaire | IIIe siècle       | Inde                |
| Vibhajyavāda   | Issu du bouddhisme pré-sectaire | IIIe siècle       | Inde                |
| theravāda      | Issu du bouddhisme pré-sectaire | IIIe siècle       | Inde                |
| Vatsiputriya   | Issu du bouddhisme pré-sectaire | IIIe siècle       | Inde                |
| Sammitiya      | Issu du bouddhisme pré-sectaire | IIIe siècle       | Inde                |
| Sautrāntika    | Issu du bouddhisme pré-sectaire | IIIe siècle       | Inde                |

#### Courants du bouddhisme mahāyāna
Le bouddhisme mahāyāna regroupe toutes les écoles bouddhistes qui existent aujourd'hui (y compris le bouddhisme vajrayāna), à l'exception du bouddhisme theravāda. On peut diviser son développement historique en trois principaux courants : les écoles philosophiques indiennes, les écoles chinoises médiévales et les écoles qui se développeront après le IXe siècle.
| Nom                                                                     | Origine / rattachement                                                        | Date d'apparition | Date dernière pratique                    | Région d'apparition |
| ----------------------------------------------------------------------- | ----------------------------------------------------------------------------- | ----------------- | ----------------------------------------- | ------------------- |
| École Mādhyamika                                                        | Écoles philosophiques indiennes                                               | IIe siècle        |                                           | Inde                |
| École Cittamātra                                                        | Écoles philosophiques indiennes                                               | IVe siècle        |                                           | Inde                |
| École Sanlun                                                            | Écoles chinoises médiévales (Jin orientaux)                                   | Ve siècle         | IXe siècle                                | Chine               |
| École des Quatre traités                                                | Écoles chinoises médiévales (Jin orientaux)                                   | Ve siècle         | IXe siècle                                | Chine               |
| École Chengshi                                                          | Écoles chinoises médiévales (Jin orientaux)                                   | Ve siècle         | IXe siècle                                | Chine               |
| École Jushe                                                             | Écoles chinoises médiévales (Jin orientaux)                                   | Ve siècle         | IXe siècle                                | Chine               |
| École Pitan                                                             | Écoles chinoises médiévales (Jin orientaux)                                   | Ve siècle         | IXe siècle                                | Chine               |
| École Shelun                                                            | Écoles chinoises médiévales (Jin orientaux)                                   | Ve siècle         | IXe siècle                                | Chine               |
| École Niepan                                                            | Écoles chinoises médiévales (Jin orientaux)                                   | Ve siècle         | IXe siècle                                | Chine               |
| École Dilun                                                             | Écoles chinoises médiévales (Jin orientaux)                                   | Ve siècle         | IXe siècle                                | Chine               |
| École Lü ou Vinaya                                                      | Écoles chinoises médiévales (Jin orientaux)                                   | Ve siècle         | IXe siècle                                | Chine               |
| École Huayan                                                            | Écoles chinoises médiévales (Jin orientaux)                                   | Ve siècle         | IXe siècle                                | Chine               |
| École de la Terre Pure                                                  | Écoles chinoises médiévales (Jin orientaux)                                   | Ve siècle         | IXe siècle                                | Chine               |
| École Sanjie                                                            | Écoles chinoises médiévales (Dynasties Sui et Tang)                           | 600               | inconnue                                  | Chine               |
| École Tiantai                                                           | Écoles chinoises médiévales (Dynasties Sui et Tang)                           | VIe siècle        | IXe siècle                                | Chine               |
| École tantrique                                                         | Écoles chinoises médiévales (Dynasties Sui et Tang)                           | inconnue          | IXe siècle                                | Chine               |
| École wéishí 唯識                                                       | Écoles chinoises médiévales (Dynasties Sui et Tang)                           | VIIe siècle       | IXe siècle                                | Chine               |
| École chán dite « du Sud »                                              | Écoles chinoises médiévales (Dynasties Sui et Tang)                           | VIIIe siècle      | inconnue                                  | Chine               |
| École japonaise Kegon                                                   | Ecole issue de Huayan                                                         | VIIIe siècle      | toujours pratiqué au début du XXe siècle  | Japon               |
| Le chán, prononcé son en coréen, thien en vietnamien ou zen en japonais |                                                                               | Ve siècle         | toujours pratiqué au début du XXIe siècle | Chine               |
| Sōtō                                                                    | Principale école zen                                                          | IXe siècle        | toujours pratiqué au début du XXIe siècle | Chine               |
| Rinzai                                                                  | Branche japonaise de l'école chinoise Linji elle-même venant de l'école chán. | XIIe siècle       | toujours pratiqué au début du XXIe siècle | Japon               |
| Ôbaku                                                                   | École syncrétiste associant le chán Linji (zen rinzaï) au Jingtu (Terre Pure) | XVIIe siècle      | toujours pratiqué au début du XXIe siècle | Japon               |
| Jogye                                                                   | Synthèse du Son coréen (zen) et de l'école chinoise Huayan                    | IXe siècle        | toujours pratiqué au début du XXIe siècle | Corée               |
| T'aego                                                                  | Synthèse du Son coréen (zen) et de l'école chinoise Huayan                    | 1960              |                                           | Corée               |
| Jōdo shū                                                                | École issue des écoles jingtu ou Terre Pure                                   | 1175              | toujours pratiqué au début du XXIe siècle | Japon               |
| Jōdo shinshū                                                            | École issue des écoles jingtu ou Terre Pure                                   | XIIIe siècle      | toujours pratiqué au début du XXIe siècle | Japon               |
| Yūzū nembutsu shū                                                       | École issue des écoles jingtu ou Terre Pure                                   | XIIe siècle       |                                           | Japon               |
| Ji shū                                                                  | École issue des écoles jingtu ou Terre Pure                                   | XIIIe siècle      | toujours pratiqué au début du XXIe siècle | Japon               |
| Bouddhisme de Nichiren                                                  |                                                                               | XIIIe siècle      | toujours pratiqué au début du XXIe siècle | Japon               |
| Nichiren Shū                                                            | L'une des principales écoles dites traditionnelles du bouddhisme de Nichiren  | XIIIe siècle      | toujours pratiqué au début du XXIe siècle | Japon               |
| Nichiren Shōshū                                                         | L'une des principales écoles dites traditionnelles du bouddhisme de Nichiren  | XIIIe siècle      | toujours pratiqué au début du XXIe siècle | Japon               |
| Sōka Gakkai                                                             | École dite traditionnelle du bouddhisme de Nichiren                           | 1930              | toujours pratiqué au début du XXIe siècle | Japon               |
| Reiyukai                                                                | École dite traditionnelle du bouddhisme de Nichiren                           | 1920              | toujours pratiqué au début du XXIe siècle | Japon               |
| Risshō Kōsei Kai                                                        | École dite traditionnelle du bouddhisme de Nichiren                           | 1938              | toujours pratiqué au début du XXIe siècle | Japon               |
| Nichiren Honshū                                                         | École dite traditionnelle du bouddhisme de Nichiren                           | XIIIe siècle      | toujours pratiqué au début du xxie siècle | Japon               |
| Nichiren Shū Fuju-fuse-ha                                               | École dite traditionnelle du bouddhisme de Nichiren                           |                   |                                           | Japon               |
| Kempon Hokkeshū                                                         | École dite traditionnelle du bouddhisme de Nichiren                           | XIVe siècle       |                                           | Japon               |
| Hokkeshū Honmon-ryū                                                     | École dite traditionnelle du bouddhisme de Nichiren                           |                   |                                           | Japon               |
| Hokkeshū Jinmon-ryū                                                     | École dites traditionnelle du bouddhisme de Nichiren                          | XIVe siècle       |                                           | Japon               |
| Hokkeshū Shinmon-ryū                                                    | École dites traditionnelle du bouddhisme de Nichiren                          |                   |                                           | Japon               |

#### Courants du bouddhisme vajrayāna
Le vajrayāna est une forme tardive de bouddhisme, dérivée du mahāyāna, nommée aussi « bouddhisme tantrique », tantrayāna, ou encore mantrayāna et guhyamantrayāna, c'est-à-dire « véhicule du mantra secret ». Il présente la particularité d'utiliser comme supports de pratique un panthéon de « déités » multiples : bouddhas, protecteurs ou gardiens (dharmapalas), dakinis et bodhisattvas.
| Nom         | Origine / rattachement       | Date d'apparition | Date dernière pratique  | Région d'apparition |
| ----------- | ---------------------------- | ----------------- | ----------------------- | --- |
| Nyingmapa   | École du bouddhisme tibétain | Ve siècle         | culte toujours pratiqué | Tibet |
| Shugendō    | École du vajrayāna           | VIIe siècle       | culte toujours pratiqué | Japon |
| Shingon     | École du vajrayāna           | IXe siècle        | culte toujours pratiqué | Japon |
| Tendai      | École du vajrayāna           | IXe siècle        | culte toujours pratiqué | Japon |
| Karma-kagyu | École du bouddhisme tibétain | Xe siècle         | culte toujours pratiqué | Tibet (principalement pratiqué au Sichuan)                                                                                                   |
| Sakyapa     | École du bouddhisme tibétain | 1073              | culte toujours pratiqué | Tibet |
| Kagyüpa     | École du bouddhisme tibétain | XIe siècle        | culte toujours pratiqué | Tibet |
| Jonang      | École du bouddhisme tibétain | XIIIe siècle      | culte toujours pratiqué | Tibet |
| Guélougpa   | École du bouddhisme tibétain | XIVe siècle       | culte toujours pratiqué | Tibet (pratiqué principalement en Mongolie, Chine (Mongolie intérieure, Qinghai, Tibet, Xinjiang et quelques autres provinces et capitales)) |
| Shinnyo-en  | École du vajrayāna           | 1936              | culte toujours pratiqué | Japon |

### Religions et courants religieux issus de l'hindouisme

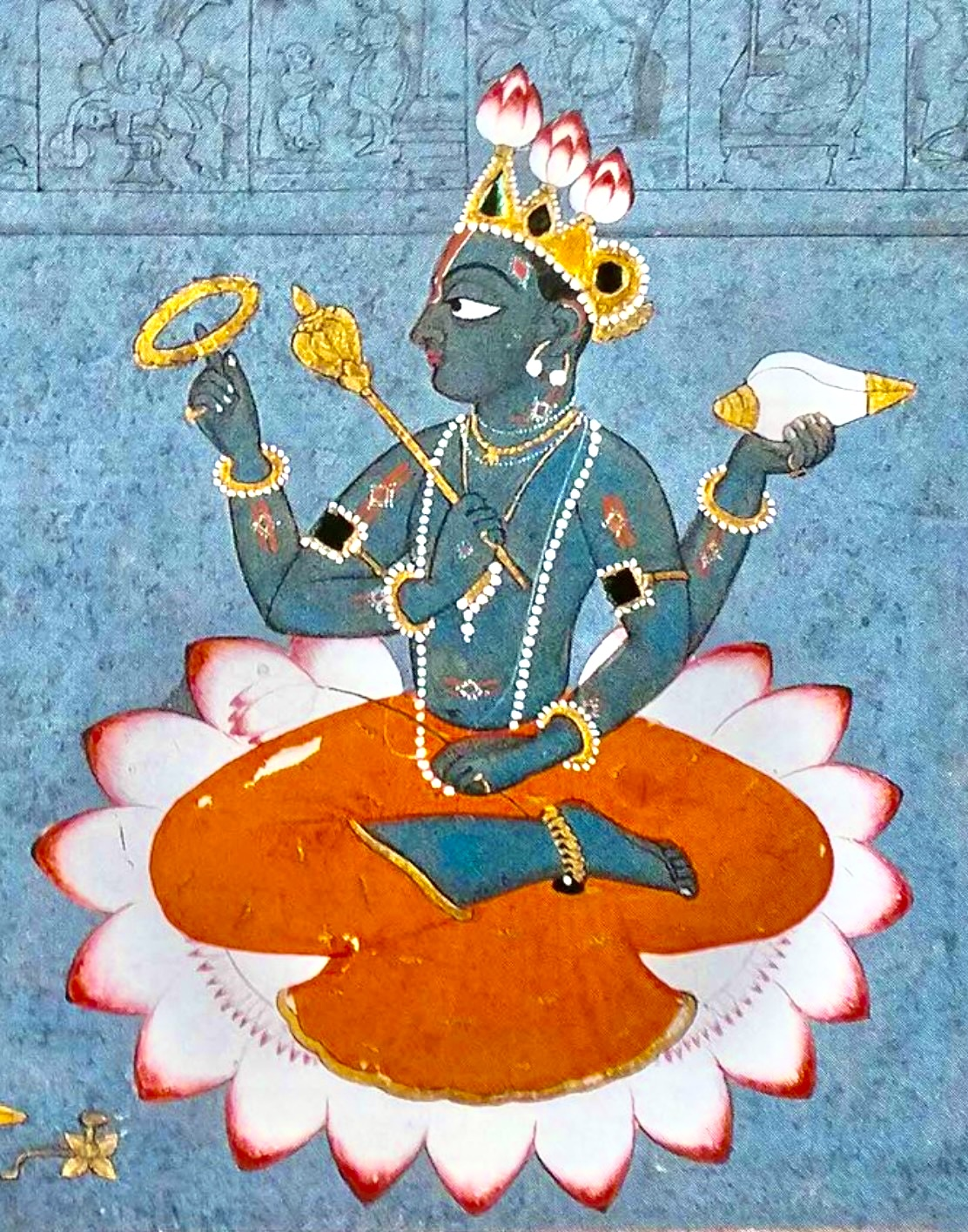
Vishnu assis en position du lotus.

L'hindouisme est l'une des plus vieilles religions du monde encore pratiquées, qui n'a ni fondateur ni Église. On retient parfois une tripartition historique qui fait de l'hindouisme la dernière phase du développement des religions en Inde, après le védisme aryen (~1500 à 900 av. J.-C.) et le brahmanisme (~900 à 400 av. J.-C.).
L'hindouisme est composé de quatre branches principales : le shivaïsme, le shakti, le smarta et le vishnouisme.
| Nom                                                      | Origine / rattachement                          | Date d'apparition      | Date dernière pratique  | Région d'apparition   |
| -------------------------------------------------------- | ----------------------------------------------- | ---------------------- | ----------------------- | --------------------- |
| Brahmanisme                                              | L'une des principales branches de l'hindouisme  | VIe siècle             | Ve siècle               | Inde                  |
| Shivaïsme                                                | L'une des principales branches de l'hindouisme  | inconnue               | culte toujours pratiqué | Inde                  |
| Vishnouisme                                              | L'une des principales branches de l'hindouisme  | inconnue               | culte toujours pratiqué | Inde                  |
| Smarta                                                   | L'une des principales branches de l'hindouisme  | inconnue               | culte toujours pratiqué | Inde                  |
| Pashupata                                                | Courant du Shivaïsme                            | Ier siècle             | culte toujours pratiqué | Inde                  |
| Kapalika                                                 | Courant du shivaïsme                            | VIe siècle             | culte toujours pratiqué | Inde                  |
| shaiva-siddhanta                                         | Courant du shivaïsme                            | XIIIe siècle           | culte toujours pratiqué | Inde                  |
| Shivaïsme du Cachemire                                   | Courant du shivaïsme                            | VIIIe siècle           | culte toujours pratiqué | Inde                  |
| Lingayatisme                                             | Courant du shivaïsme                            | XIIe siècle            | culte toujours pratiqué | Inde                  |
| Tantrisme                                                | Mouvement transversal aux religions brahamiques | VIe siècle             | culte toujours pratiqué | Inde                  |
| Association internationale pour la conscience de Krishna | Vaishnavisme                                    | XXe siècle             | culte toujours pratiqué | États-Unis            |
| Brahma Kumaris                                           | Hindouisme                                      | 1936                   | culte toujours pratiqué | Inde                  |
| Lingayatisme                                             | Nouvelle religion basée du l'hindouisme         | XIIe siècle            | culte toujours pratiqué | Inde                  |
| Jaïnisme                                                 | religion fondé par Mahavira                     | Xe siècle              | religion indépendante   | Sous-continent indien |
| Bouddhisme                                               | religion fondé par Bouddha                      | VIe siècle ~ Ve siècle | religion indépendante   | Sous-continent indien |
| Sikhisme                                                 | religion fondé par Guru Nanak                   | XVe siècle             | religion indépendante   | Sous-continent indien |

### Courants religieux issus du Judaïsme

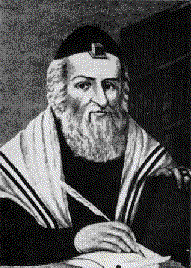
Portrait de Elyahou Ben Shlomo Zalman, Gaon de Vilna, célèbre opposant au Mitnagdim

Le judaïsme n'a subi aucun schisme depuis que le judaïsme rabbinique est devenu le courant majoritaire lors des premiers siècles après J.-C. En revanche, différents mouvements internes sont apparus.
| Nom                             | Date d'apparition | Date dernière pratique  | Région d'apparition |
| ------------------------------- | ----------------- | ----------------------- | ------------------- |
| samaritanisme                   | VIe siècle        | Culte toujours pratiqué | Proche-Orient       |
| Judaïsme rabbinique             | Ier siècle        | culte toujours pratiqué | Proche-Orient       |
| Christianisme                   | Ier siècle        | religion indépendante   | Proche-Orient       |
| Nazôréens                       | Ier siècle        | Ier siècle              | Proche-Orient       |
| Islam                           | VIIe siècle       | religion indépendante   | Proche-Orient       |
| Secte des Issawites             | VIIe siècle       | Xe siècle               | Perse               |
| Secte des Yudghanites           | VIIIe siècle      | inconnue                | Perse               |
| Karaïsme                        | IXe siècle        | culte toujours pratiqué | Moyen-Orient        |
| Sabbataïsme                     | XVIIe siècle      | inconnue                | Empire ottoman      |
| Frankisme                       | XVIIIe siècle     | XIXe siècle             | Europe              |
| Hassidisme                      | XVIIIe siècle     | culte toujours pratiqué | Europe              |
| Mitnagdim                       | XVIIIe siècle     | culte toujours pratiqué | Europe              |
| Judaïsme réformé                | XVIIIe siècle     | culte toujours pratiqué | Europe              |
| Hassidisme de Loubavitch        | XVIIIe siècle     | culte toujours pratiqué | Europe              |
| Dynastie hassidique de Gour     | XIXe siècle       | culte toujours pratiqué | Europe              |
| Dynastie hassidique de Bratslav | XVIIIe siècle     | culte toujours pratiqué | Europe              |
| Dynastie hassidique de Bobov    | XIXe siècle       | culte toujours pratiqué | Europe              |
| Dynastie hassidique de Satmar   | XIXe siècle       | culte toujours pratiqué | Europe              |
| Judaïsme orthodoxe moderne      | XIXe siècle       | culte toujours pratiqué | Europe              |
| mouvement cananéen              | XXe siècle        | culte toujours pratiqué | Europe              |
| Judaïsme reconstructionniste    | XXe siècle        | culte toujours pratiqué | États-Unis          |
| Judaïsme massorti               | XIXe siècle       | culte toujours pratiqué | Europe              |
| Neturei Karta                   | XXe siècle        | culte toujours pratiqué | Israël              |
| Hébreux noirs                   | XIXe siècle       | culte toujours pratiqué | États-Unis          |

### Confessions et courants religieux issus du christianisme primitif

Ichtus, symbole des premiers chrétiens.

Le christianisme primitif s'est caractérisé dès ses origines par une grande diversité de pratiques et de courants.
Le tableau ci-dessous liste les confessions et mouvements issus du christianisme primitif. Sont notés « confession » les mouvements qui se caractérisent par l'adoption d'une profession de foi particulière ou une structuration ecclésiale. Sont notés « courant » les mouvements autonomes ou internes à l'une ou l'autre confession.
À la différence de l'Église catholique qui dispose d'une seule structure cléricale, les christianismes orthodoxes constituent des communions d’Églises indépendantes sur le plan de l'organisation et de la discipline, et sont liés entre eux sur le plan dogmatique : on parle alors d'Églises autocéphales et autonomes. Ici, elles ne sont pas listées et sont comprises dans l'Église des deux conciles, l'Église des trois conciles ou l'Église orthodoxe.
| Nom                                     | Nature     | Date d'apparition | Date dernière pratique | Région d'apparition |
| --------------------------------------- | ---------- | ----------------- | ---------------------- | ------------------- |
| Sabéisme                                | Courant    | inconnue          | inconnue               | Proche-Orient       |
| Ébionisme                               | Courant    | Ier siècle        | Xe siècle              | Proche-Orient       |
| Gnosticisme séthien                     | Courant    | IIe siècle        | IIIe siècle            | Proche-Orient       |
| Gnosticisme valentinien                 | Courant    | IIe siècle        | IVe siècle             | Égypte              |
| Encratisme                              | Courant    | IIe siècle        | Ve siècle              | Proche-Orient       |
| Marcionisme                             | Confession | IIe siècle        | Ve siècle              | Rome                |
| Adoptianisme                            | Courant    | IIe siècle        | XIIe siècle            | Proche-Orient       |
| Donatisme                               | Confession | IVe siècle        | Ve siècle              | Afrique romaine     |
| Arianisme                               | Courant    | IVe siècle        | IVe siècle             | Proche-Orient       |
| Macédonianisme                          | Courant    | IVe siècle        | Ve siècle              | Proche-Orient       |
| Anoméisme                               | Courant    | IVe siècle        | IVe siècle             | Proche-Orient       |
| Église des deux conciles                | Confession | IVe siècle        | culte pratiqué         | Proche-Orient       |
| Église des trois conciles               | Confession | Ve siècle         | culte pratiqué         | Proche-Orient       |
| Priscillianisme                         | Courant    | IVe siècle        | IVe siècle             | Europe              |
| Pélagianisme                            | Courant    | IVe siècle        | IVe siècle             | Europe              |
| Nestorianisme                           | Confession | IVe siècle        | XIVe siècle            | Europe              |
| Paulicianisme                           | Confession | VIIe siècle       | XIe siècle             | Arménie             |
| Bogomilisme                             | Confession | Xe siècle         | XIVe siècle            | Europe              |
| Église orthodoxe                        | Confession | XIe siècle        | culte pratiqué         | Proche-Orient       |
| Valdéisme                               | Confession | XIe siècle        | culte pratiqué         | Europe              |
| Catharisme                              | Confession | XIIe siècle       | XIVe siècle            | Europe              |
| Églises hussites                        | Confession | XVe siècle        | culte pratiqué         | Europe              |
| Église catholique                       | Confession | XVIe siècle       | culte pratiqué         | Europe              |
| Protestantisme                          | Confession | XVIe siècle       | culte pratiqué         | Europe              |
| Anglicanisme                            | Confession | XVIe siècle       | culte pratiqué         | Royaume-Uni         |
| Églises catholiques orientales          | Confession | XVIe siècle       | culte pratiqué         | Europe              |
| Église unitarienne hongroise            | Confession | XVIe siècle       | culte pratiqué         | Europe              |
| Petite Église polonaise                 | Confession | XVIe siècle       | XVIIe siècle           | Europe              |
| Orthodoxes vieux-croyants               | Confession | XVIIe siècle      | culte pratiqué         | Europe              |
| Église Vieille-catholique               | Confession | XIXe siècle       | culte pratiqué         | Europe              |
| Église catholique apostolique du Brésil | Confession | XXe siècle        | culte pratiqué         | Europe              |
| Église Mariavite                        | Confession | XXe siècle        | culte pratiqué         | Europe              |

### Religions et courants religieux issus de l'islam

Principaux courants de l'islam.

Pour les alévis bektachis, "Asadullah" est le surnom donné par le prophète Mahomet à son gendre et cousin Ali. Asadullah signifie le "Lion de Dieu". L'alévisme, le soufisme et le chiisme duodécimain considèrent Ali comme le détenteur des secrets divins et de la signification ésotérique de l'islam qui lui seraient transmis par Mahomet.

L'islam a lui aussi connu de nombreuses divisions religieuses, surtout lors des premiers siècles de l'Hégire. Ces différenciations sont surtout de deux natures : la gestion de la succession du pouvoir, et l'interprétation religieuse (marquée par l'existence des écoles juridiques, en arabe Madhhab). Il existe trois grands courants religieux en Islam : le kharidjisme, le sunnisme et le chiisme. Ces courants sont à l'origine de la plupart des autres mouvements.
| Nom                     | Origine             | Nature             | Date d'apparition | Date dernière pratique  | Région d'apparition   |
| ----------------------- | ------------------- | ------------------ | ----------------- | ----------------------- | --------------------- |
| Kharidjisme             | Islam               | Courant            | VIIe siècle       | culte toujours pratiqué | Moyen-Orient          |
| Sunnisme                | Islam               | Courant            | VIIe siècle       | culte toujours pratiqué | Moyen-Orient          |
| Coranisme               | Islam               | Courant            | VIIe siècle       | culte toujours pratiqué | Moyen-Orient          |
| Mutazilisme             | Islam               | Courant            | VIIIe siècle      | XIIe siècle             | Moyen-Orient          |
| Murjisme                | Islam               | Courant            | VIIIe siècle      | inconnue                | Moyen-Orient          |
| Asharisme               | Islam               | Courant            | VIIe siècle       | culte toujours pratiqué | Moyen-Orient          |
| Chiisme                 | Islam               | Courant            | VIIe siècle       | culte toujours pratiqué | Moyen-Orient          |
| Mouvement des Azraqites | Kharidjisme         | Courant            | VIIe siècle       | VIIIe siècle            | Moyen-Orient          |
| Ibadisme                | Kharidjisme         | Courant            | VIIe siècle       | culte toujours pratiqué | Moyen-Orient          |
| Sufrites                | Kharidjisme         | Courant            | VIIe siècle       | Xe siècle               | Moyen-Orient          |
| Nekkarites              | Kharidjisme         | Courant            | VIIe siècle       | Xe siècle               | Moyen-Orient          |
| Haruriyya               | Kharidjisme         | Courant            | VIIe siècle       | IXe siècle              | Moyen-Orient          |
| Najdat                  | Kharidjisme         | Courant            | VIIe siècle       | IXe siècle              | Moyen-Orient          |
| Hanafisme               | Sunnisme            | Courant            | VIIe siècle       | culte toujours pratiqué | Moyen-Orient          |
| Hanbalisme              | Sunnisme            | Courant            | IXe siècle        | culte toujours pratiqué | Moyen-Orient          |
| Malikisme               | Sunnisme            | Courant            | VIIIe siècle      | culte toujours pratiqué | Moyen-Orient          |
| Chaféisme               | Sunnisme            | Courant            | VIIIe siècle      | culte toujours pratiqué | Moyen-Orient          |
| Soufisme                | Sunnisme et chiisme | Courant            | IXe siècle        | culte toujours pratiqué | Moyen-Orient          |
| Alaouisme               | Chiisme             | Courant            | IXe siècle        | culte toujours pratiqué | Moyen-Orient          |
| Jafarisme               | Chiisme             | Courant            | VIIIe siècle      | culte toujours pratiqué | Moyen-Orient          |
| Chiisme duodécimain     | Chiisme             | Courant            | IXe siècle        | culte toujours pratiqué | Moyen-Orient          |
| Zaïdisme                | Chiisme             | Courant            | IXe siècle        | culte toujours pratiqué | Moyen-Orient          |
| Kaysanites              | Chiisme             | Courant            | VIIe siècle       | inconnue                | Moyen-Orient          |
| Ismaélisme              | Chiisme             | Courant            | VIIIe siècle      | culte toujours pratiqué | Moyen-Orient          |
| Alévisme                | Chiisme             | Courant            | inconnue          | inconnue                | Asie centrale         |
| Bektachi                | Chiisme             | Courant            | XIIIe siècle      | culte toujours pratiqué | Moyen-Orient          |
| Nizârites               | Chiisme             | Courant            | XIe siècle        | XIIIe siècle            | Moyen-Orient          |
| Qarmates                | Chiisme             | Courant            | Xe siècle         | Xe siècle               | Moyen-Orient          |
| Mustaliens              | Chiisme             | Courant            | XIe siècle        | inconnue                | Moyen-Orient          |
| Tayyibi                 | Chiisme             | Courant            | XIe siècle        | XIIe siècle             | Sous-continent indien |
| Hafizi (en)             | Chiisme             | Courant            | XIe siècle        | inconnue                | Moyen-Orient          |
| Druzes                  | Chiisme             | Religion distincte | Xe siècle         | culte toujours pratiqué | Moyen-Orient          |
| Yazdanisme              | Chiisme             | Religion distincte | inconnue          | culte toujours pratiqué | Moyen-Orient          |
| Yârsânisme              | Chiisme             | Religion distincte | XIVe siècle       | culte toujours pratiqué | Moyen-Orient          |
| Sikhisme                | Sunnisme            | Religion distincte | XVIe siècle       | religion indépendante   | Sous-continent indien |
| Hurufisme               | Chiisme             | Courant            | XIVe siècle       | culte toujours pratiqué | Asie centrale         |
| Akhbarisme              | Chiisme             | Courant            | XVIIe siècle      | culte toujours pratiqué | Moyen-Orient          |
| Dawoodi Bohras          | Chiisme             | Courant            | XVIe siècle       | culte toujours pratiqué | Moyen-Orient          |
| Sulaymani Bohra         | Chiisme             | Courant            | XVIe siècle       | culte toujours pratiqué | Moyen-Orient          |
| Bahaïsme                | Chiisme             | Religion distincte | XIXe siècle       | religion indépendante   | Moyen-Orient          |
| Deobandisme             | Sunnisme            | Courant            | XIXe siècle       | culte toujours pratiqué | Sous-continent indien |
| Salafisme               | Sunnisme            | Courant            | XVIIIe siècle     | culte toujours pratiqué | Moyen-Orient          |
| Wahhabisme              | Sunnisme            | Courant            | XVIIIe siècle     | culte toujours pratiqué | Moyen-Orient          |
| Shaykhisme              | Chiisme             | Courant            | XVIIIe siècle     | culte toujours pratiqué | Moyen-Orient          |
| Usulisme                | Chiisme             | Courant            | XVIIIe siècle     | culte toujours pratiqué | Moyen-Orient          |
| Ahmadisme               | Chiisme             | Courant            | XIXe siècle       | culte toujours pratiqué | Sous-continent indien |
| Nation of Islam         | Sunnisme            | Courant            | XXe siècle        | culte toujours pratiqué | États-Unis            |
| Din-i Ilahi             | Chiisme             | Religion distincte | XVIe siècle       | Pratiquement disparu    | Sous-continent indien |
| Babisme                 | Bahaïsme            | Religion distincte | XIXe siècle       | Pratiquement disparu    | Iran                  |

### Religions et courants religieux issus de la Réforme protestante

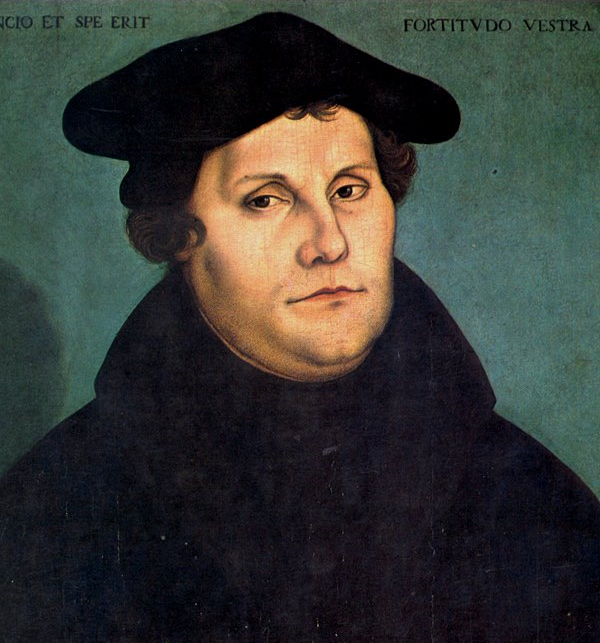
Martin Luther en 1528 par Lucas Cranach l'Ancien.

Le protestantisme a, quant à lui, donné de nombreuses nouvelles religions, parfois considérées comme de simples mouvements religieux.
| Nom                                                | Origine               | Date d'apparition | Date dernière pratique  | Région d'apparition |
| -------------------------------------------------- | --------------------- | ----------------- | ----------------------- | ------------------- |
| Luthéranisme                                       | Réforme protestante   | XVIe siècle       | culte toujours pratiqué | Europe              |
| Arminianisme                                       | Réforme protestante   | XVIe siècle       | culte toujours pratiqué | Europe              |
| Évangélisme                                        | Réforme protestante   | XVIe siècle       | culte toujours pratiqué | Europe              |
| Piétisme                                           | Mouvement indépendant | XVIIe siècle      | culte toujours pratiqué | Europe              |
| Église évangélique luthérienne                     | Évangélisme           | XIXe siècle       | culte toujours pratiqué | Europe              |
| Quakers                                            | Mouvement indépendant | XVIIe siècle      | culte toujours pratiqué | Europe              |
| Calvinisme                                         | Réforme protestante   | XVIe siècle       | culte toujours pratiqué | Europe              |
| Presbytérianisme                                   | Réforme protestante   | XVIe siècle       | culte toujours pratiqué | Europe              |
| Anabaptisme                                        | Réforme protestante   | XVIe siècle       | culte toujours pratiqué | Europe              |
| Baptisme                                           | Réforme protestante   | XVIe siècle       | culte toujours pratiqué | Europe              |
| Protestantisme libéral                             | Réforme protestante   | XIXe siècle       | culte toujours pratiqué | Europe              |
| Pentecôtisme                                       | Évangélisme           | XXe siècle        | culte toujours pratiqué | États-Unis          |
| Méthodisme                                         | Mouvement indépendant | XVIIIe siècle     | culte toujours pratiqué | États-Unis          |
| Mormonisme                                         | Mouvement indépendant | XIXe siècle       | culte toujours pratiqué | États-Unis          |
| Adventistes du septième jour                       | Adventisme            | XIXe siècle       | culte toujours pratiqué | États-Unis          |
| Shakers                                            | Mouvement indépendant | XVIIIe siècle     | culte toujours pratiqué | Europe              |
| Témoins de Jéhovah                                 | Mouvement indépendant | XIXe siècle       | culte toujours pratiqué | États-Unis          |
| Mennonitisme                                       | Anabaptisme           | XVIe siècle       | culte toujours pratiqué | Europe              |
| Assemblées de Frères (Darbystes)                   | Évangélisme           | XIXe siècle       | culte toujours pratiqué | Europe              |
| Église de Scientologie                             | Mouvement indépendant | XXe siècle        | culte toujours pratiqué | États-Unis          |
| Rastafarisme                                       | Mouvement indépendant | XXe siècle        | culte toujours pratiqué | Antilles            |
| Christadelphes                                     | Adventisme            | XIXe siècle       | culte toujours pratiqué | États-Unis          |
| Église de Dieu                                     | Adventisme            | XIXe siècle       | culte quasiment disparu | États-Unis          |
| Conférence évangélique américaine                  | Adventisme            | XIXe siècle       | XXe siècle              | États-Unis          |
| Église de Dieu (Septième Jour)                     | Adventisme            | XIXe siècle       | culte toujours pratiqué | États-Unis          |
| Église des adventistes chrétiens                   | Adventisme            | XIXe siècle       | culte quasiment disparu | États-Unis          |
| Église chrétienne de l'Avent primitif              | Adventisme            | XIXe siècle       | culte quasiment disparu | États-Unis          |
| Église adventiste du septième jour                 | Adventisme            | XIXe siècle       | culte toujours pratiqué | États-Unis          |
| Union de l'Avènement et de la vie                  | Adventisme            | XIXe siècle       | XXe siècle              | États-Unis          |
| Adventistes de l'âge à venir                       | Adventisme            | XIXe siècle       | XXe siècle              | États-Unis          |
| Église de Dieu de la foi abrahamique               | Adventisme            | XXe siècle        | culte quasiment disparu | États-Unis          |
| Adventistes du septième jour, Mouvement de réforme | Adventisme            | XXe siècle        | culte toujours pratiqué | États-Unis          |
| Adventistes davidiens du septième jour             | Adventisme            | XXe siècle        | inconnue                | États-Unis          |
| Église de Dieu mondiale                            | Adventisme            | XXe siècle        | culte toujours pratiqué | États-Unis          |
| Frères unis du septième jour                       | Adventisme            | XXe siècle        | inconnue                | États-Unis          |
| Branche des davidiens                              | Adventisme            | XXe siècle        | inconnue                | États-Unis          |
| Amish                                              | Anabaptisme           | XVIIe siècle      | culte toujours pratiqué | Europe              |
| Huttérisme                                         | Anabaptisme           | XVIe siècle       | culte toujours pratiqué | Europe              |
| Doukhobors                                         | Mouvement indépendant | XVIIIe siècle     | culte toujours pratiqué | Europe              |
| Cheondoïsme                                        | Mouvement indépendant | XIXe siècle       | culte toujours pratiqué | Corée du Sud        |
| Mouvement de sanctification                        | Méthodisme            | XIXe siècle       | culte toujours pratiqué | États-Unis          |
| Christianisme non dénominationnel                  | Évangélisme           | XIXe siècle       | culte toujours pratiqué | États-Unis          |
| Église universaliste                               | Évangélisme           | XVIIIe siècle     | culte toujours pratiqué | États-Unis          |
| Universalisme unitarien                            | Évangélisme           | XIXe siècle       | culte toujours pratiqué | États-Unis          |
| Église kimbanguiste (kimbanguisme)                 | Mouvement indépendant | XXe siècle        | culte toujours pratiqué | Congo belge         |
| Aladura                                            | Pentecôtisme          | XXe siècle        | culte toujours pratiqué | Nigeria             |
| Église harriste                                    |                       | XXe siècle        | culte toujours pratiqué | Côte d'Ivoire       |
| Science chrétienne                                 |                       | XIXe siècle       | culte toujours pratiqué | États-Unis          |
| Église de l'Unification                            | Mouvement indépendant | xxe siècle        | culte toujours pratiqué | Péninsule coréenne  |

### Religions et courants religieux issus du zoroastrisme
| Nom      | Origine      | Date d'apparition  | Date dernière pratique  | Région d'apparition |
| -------- | ------------ | ------------------ | ----------------------- | ------------------- |
| Parsisme | zoroastrisme | VIe – VIIIe siècle | culte toujours pratiqué | Divers pays en Asie |

## Autres mouvements religieux à la classification incertaine

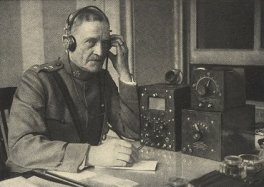
Militaire utilisant la radiotélégraphie : le culte du cargo repose sur l'omnipotence de ces étrangers capables de faire arriver des avions, larguer des vivres et des médicaments uniquement en parlant dans une boite.

Certaines croyances et certaines religions n'ont pas été à ce jour assez étudiées pour permettre d'être classées convenablement dans les catégories proposées par Lambert ou d'autres. Sont donc regroupées ci-dessous des religions sans lien entre elle mais pour autant existantes et ayant été étudiées.
| Nom                               | Date d'apparition | Date dernière pratique  | Région d'apparition | Classement envisageable           |
| --------------------------------- | ----------------- | ----------------------- | ------------------- | --------------------------------- |
| Culte du cargo                    | XIXe siècle       | culte toujours pratiqué | Océanie             | Religion agro-pastorales orale    |
| Culte de John Frum                | XXe siècle        | culte toujours pratiqué | Océanie             | Religion agro-pastorales orale    |
| Culte du prince Philip            | XXe siècle        | culte toujours pratiqué | Océanie             | Religion agro-pastorales orale    |
| Bourkhanisme                      | 1904              | culte toujours pratiqué | Russie              |                                   |
| Vattisen Yaly (en)                | XXe siècle        | culte toujours pratiqué | Russie              | Religion des chasseurs-cueilleurs |
| Religion traditionnelle javanaise | VIIIe siècle      | XIVe siècle             | Indonésie           |                                   |

### Syncrétismes afro-américains
| Nom               | Nature             | Date d'apparition | Date dernière pratique  | Région d'apparition |
| ----------------- | ------------------ | ----------------- | ----------------------- | ------------------- |
| Candomblé         | Religion distincte | XVIe siècle       | culte toujours pratiqué | Amérique du Sud     |
| Quimbanda         | Religion distincte | XVIe siècle       | culte toujours pratiqué | Amérique du Sud     |
| Umbanda           | Religion distincte | XVIe siècle       | culte toujours pratiqué | Amérique du Sud     |
| Macumba           | Religion distincte | inconnue          | culte toujours pratiqué | Amérique du Sud     |
| Xambá             | Religion distincte | inconnue          | culte toujours pratiqué | Amérique du Sud     |
| Egungun           | Religion distincte | inconnue          | culte toujours pratiqué | Amérique du Sud     |
| Ifá               | Religion distincte | inconnue          | culte toujours pratiqué | Amérique du Sud     |
| Irmandade         | Religion distincte | inconnue          | culte toujours pratiqué | Amérique du Sud     |
| Confraria         | Religion distincte | inconnue          | culte toujours pratiqué | Amérique du Sud     |
| Xangô do Nordeste | Religion distincte | inconnue          | culte toujours pratiqué | Amérique du Sud     |
| Tambor de Mina    | Religion distincte | inconnue          | culte toujours pratiqué | Amérique du Sud     |
| Catimbó           | Religion distincte | XVIIe siècle      | culte toujours pratiqué | Amérique du Sud     |
| Santeria          | Religion distincte | XVIe siècle       | culte toujours pratiqué | Antilles            |
| Quimbois          | Religion distincte | XVIe siècle       | culte toujours pratiqué | Antilles            |
| Palo Mayombe      | Religion distincte | XVIe siècle       | culte toujours pratiqué | Antilles            |

### Cas des mouvements néo-paganistes
Le XXe siècle a vu l’émergence de mouvements dits de néopaganisme ou encore néo-païens, reprenant certains traits réels ou supposés d'anciennes religions ante-chrétiennes appelées paganisme.
| Nom                                          | Date d'apparition | Date dernière pratique  | Région d'apparition | Classement envisageable                                    |
| -------------------------------------------- | ----------------- | ----------------------- | ------------------- | ---------------------------------------------------------- |
| Wiccanisme                                   | XXe siècle        | culte toujours pratiqué | Royaume-Uni         | Religion néopaienne issue d'un large syncrétisme           |
| Néopaganisme hongrois (en) (Ősmagyar Vallás) | XXe siècle        | culte toujours pratiqué | Europe              | Lié à la religion proto-magyare                            |
| Néodruidisme                                 | XXe siècle        | culte toujours pratiqué | Europe              | Lié au druidisme                                           |
| Néopaganisme celte (en)                      | XXe siècle        | culte toujours pratiqué |                     |                                                            |
| Néopaganisme au Royaume-Uni (en)             |                   |                         |                     |                                                            |
| Néopaganisme aux Etats-Unis (en)             |                   |                         |                     |                                                            |
| Heathenisme (en)                             | XXe siècle        | culte toujours pratiqué |                     |                                                            |
| Zuisme                                       | XXe siècle        | culte toujours pratiqué | Islande             | Lié à la religion sumérienne                               |
| Tradition Feri                               | XXe siècle        | culte toujours pratiqué | États-Unis          | Lié au Wiccanisme                                          |
| Handfasting                                  | XXe siècle        | culte toujours pratiqué |                     |                                                            |
| Mexicayotl                                   | XXe siècle        |                         | Mexique             | Lié à la religion aztèque                                  |
| Free Spirit Alliance (en)                    |                   |                         |                     |                                                            |
| Nova Roma                                    | XXe siècle        |                         | États-Unis          | Lié à la religion de la Rome antique                       |
| Église du Peuple Guanche                     |                   |                         |                     | Lié aux croyance des berbères guanches (des Iles Canaries) |
| Odinisme                                     | XXe siècle        |                         |                     | Lié à la religion nordique ancienne                        |
| Ásatrú                                       | XXe siècle        |                         |                     | Lié à la religion nordique ancienne                        |
| Dievturība                                   | XXe siècle        |                         | Lettonie            | Lié à la mythologie lettonne                               |
| Druwi                                        | XXe siècle        |                         | Lituanie            | Lié à la mythologie lituanienne                            |
| Rodnovérie                                   |                   |                         |                     | Lié à la mythologie slave                                  |
| Hellénisme (Dodécathéisme)                   |                   |                         |                     | Lié à la religion grecque antique                          |
| Zalmoxianisme                                |                   |                         |                     | Lié à la religion des Daces                                |
| Assianisme                                   |                   |                         |                     | Lié à l'ancienne religion des Ossètes                      |
| Kémitisme                                    |                   |                         |                     | Lié à la religion égyptienne                               |
| Natib Qadish                                 |                   |                         |                     | Liés aux religions du Proche-Orient ancien                 |
| Paganisme sémitique (en)                     |                   |                         |                     |                                                            |
| Vattisen Yaly (en)                           |                   |                         |                     | Lié aux ancienne religion des Tchouvache                   |
| Théosophie                                   | 1875              | culte toujours pratiqué | Etats-Unis          |                                                            |

## Autres classifications existantes
Jusqu'au XVIIIe siècle, la thèse dominante concernant l'évolution des religions était que le monothéisme est la religion originelle de tous mais en raison de ce qu'Yves Lambert appelle une déchéance originelle, des hommes se seraient mis à vénérer des animaux, croire en des forces naturelles et autres. Toujours selon Lambert, avec la colonisation et la découverte de nouveaux peuples en Afrique, en Amérique et en Asie, ces autochtones ont été perçus de par leurs pratiques spirituelles et/ou religieuses comme les plus imprégnés de cette déchéance originelle. Au XVIIIe siècle, cette lecture a été remise en cause par différents intellectuels ayant travaillé sur l'histoire des religions.
En 1757, David Hume va prendre le contrepied de cette théorie en proposant non pas un monothéisme originel mais un polythéisme originel. Cette hypothèse est complétée avec une nouvelle lecture de l'évolution de l'Humanité : à une perfection originelle qui aurait été corrompue par les hommes, passant du monothéisme originel au polythéisme, Hume propose a contrario une humanité qui serait née sauvage avec le chamanisme/animisme puis serait devenue barbare avec les religions polythéistes puis civilisée avec les monothéismes pour devenir moderne avec la philosophie qui est perçue comme l'étape supérieure dans ce processus d'évolution de la religion. Cette thèse d'opposition entre la religion et la philosophie était l'une des pierres angulaires du siècle des Lumières.
L'Église catholique rejetait alors cette théorie, préférant rester sur l'idée d'un monothéisme originel.
Au début du XIXe siècle, Benjamin Constant propose trois grandes évolutions de la nature des religions : le fétichisme, le polythéisme et le théisme.
Edward Tylor qui vécut au XIXe siècle, pensait que les différentes religions évoluaient naturellement, comme si un processus d'amélioration était continuellement en cours, permettant de regrouper les religions de la manière suivante :
- Animisme
- Fétichisme
- Naturalisme
- Polythéisme
- Monothéisme

Robert Bellah, lui, distinguait cinq types principaux de religions :
- Les religions primitives (totémisme des Aborigènes australiens)
- Les religions archaïques (autres religions orales et antiques)
- Les religions historiques (les religions du Salut comme le Christianisme et l'Islam)
- La religion primo-moderne (principalement le Protestantisme)
- La religion moderne (nouveaux courants des religions du Salut)